# Bountygate
Le scandale des primes des Saints de La Nouvelle-Orléans, largement surnommé « Bountygate », est un incident au cours duquel des membres de l'équipe des Saints de la National Football League (NFL) ont été accusés de verser des primes, ou « bounties », pour avoir blessé des joueurs de l'équipe adverse. Le principe aurait été en activité de 2009 (l'année où les Saints ont remporté le Super Bowl XLIV) à 2011.
Le commissaire de la ligue, Roger Goodell, a réagi en imposant certaines des sanctions les plus sévères en 92 ans d'histoire de la ligue, et parmi les plus sévères de l'histoire du sport professionnel en Amérique du Nord pour des fautes de jeu. Le coordinateur défensif Gregg Williams (en) a été suspendu pour une durée indéterminée, mais cette mesure sera annulée l'année suivante. L'entraîneur en chef Sean Payton a été mis à pied pour toute la saison 2012, la première fois depuis Chuck Fairbanks en 1978 qu'un entraîneur en chef a été suspendu. Le directeur général Mickey Loomis (en) a été sanctionné pour les huit premiers matchs de la saison 2012. L'entraîneur-chef adjoint Joe Vitt (en) a été privé des six premiers matchs de la saison 2012. L'organisation des Saints a été pénalisée par une amende de 500 000 dollars et a dû renoncer à ses sélections de deuxième tour des drafts 2012 et 2013. En mai 2012, quatre joueurs actuels et anciens des Saints ont été châtiés après avoir été désignés comme meneurs dans le scandale. Le linebacker Jonathan Vilma a également été suspendu pour toute la saison 2012. Cependant, l'ancien commissaire Paul Tagliabue a annulé toutes les sanctions contre les joueurs en décembre 2012 après avoir constaté que malgré le fait que les joueurs étaient « très impliqués », les entraîneurs et l'organisation des Saints étaient les principaux responsables du scandale.

## Contexte

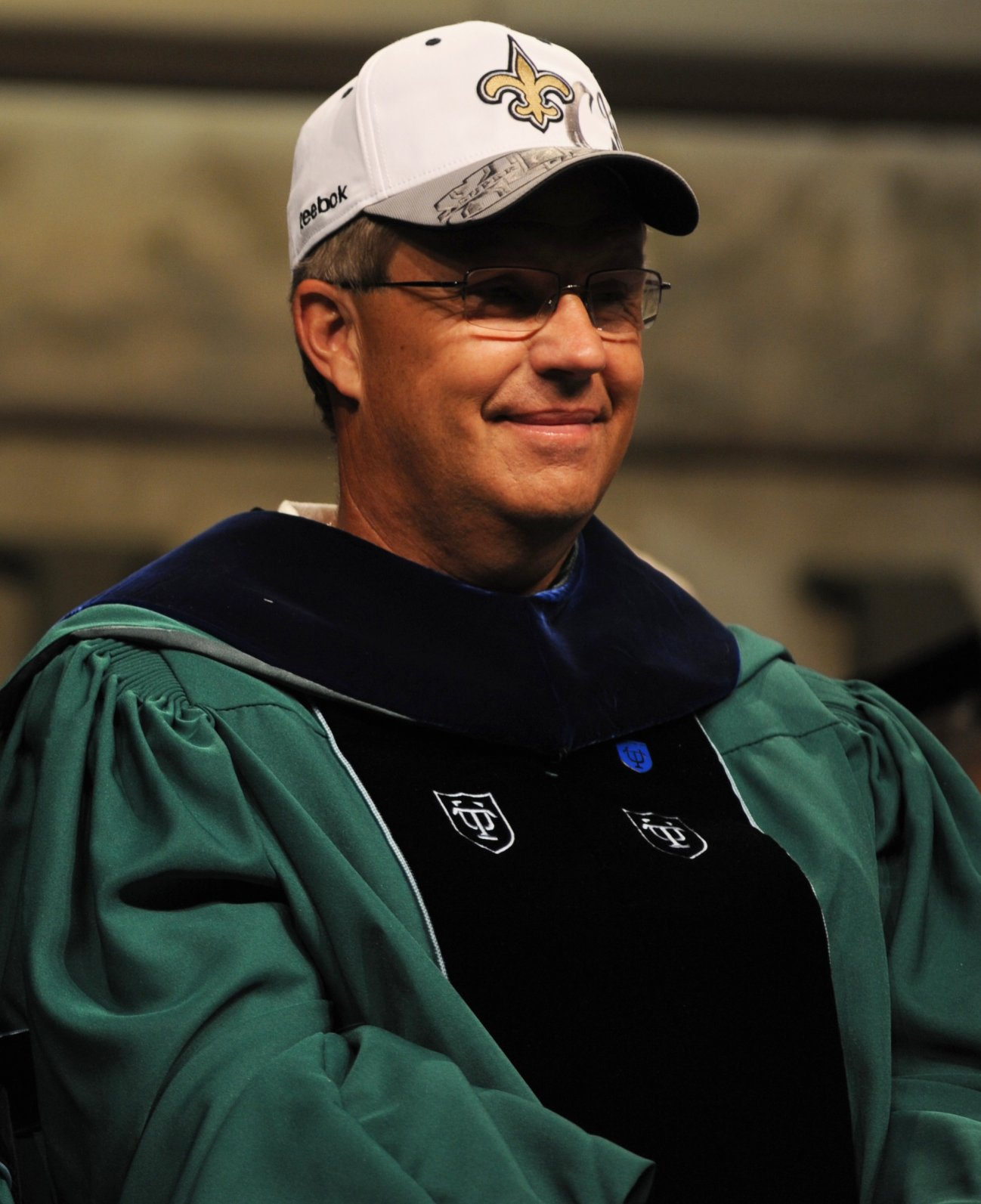
Gregg Williams, coordinateur de la défense des Saints

La NFL a longtemps désapprouvé les primes, ou « primes hors contrat » comme elle les appelle officiellement ; mais une culture clandestine de ces dernières existerait, avec des équipes qui ferment les yeux sur cette pratique. La constitution de la ligue interdit spécifiquement le paiement de primes basées sur les performances d'un joueur ou d'une équipe, ainsi que les primes pour mauvaise conduite sur le terrain ; la NFL estime que de telles pratiques portent atteinte à l'intégrité du jeu et permettraient également aux équipes d'utiliser ces paiements pour contourner le plafond salarial. La convention collective avec l'association des joueurs de la NFL interdit également cette pratique, tout comme le contrat type des joueurs de la NFL. Chaque année, la ligue envoie à chaque équipe un mémo réitérant cette interdiction avant l'ouverture du camp d'entraînement. Toutefois, selon de nombreux anciens joueurs, des systèmes de primes d'une sorte ou d'une autre existent dans la NFL depuis des décennies, le pourcentage de joueurs participant de manière non scientifique étant estimé entre 30 et 40 %. Selon ces joueurs, de tels programmes de primes étaient généralement informels et souvent entre joueurs seulement, plus dans un but de vantardise de vestiaire que de malveillance systémique. Ce qui attirerait l'attention sur le programme de primes des Saints de La Nouvelle-Orléans serait la pratique présumée d'organiser méthodiquement un tel concept au niveau des entraîneurs, avec l'intention première de blesser systématiquement et régulièrement les joueurs vedettes adverses.
Après la victoire des Saints contre les Vikings du Minnesota lors du match de championnat de la National Football Conference (NFC), plusieurs joueurs et entraîneurs des Vikings ont affirmé que les Saints essayaient délibérément de blesser le quarterback des Vikings, Brett Favre. Les Vikings ont été particulièrement en colère lorsque le défensive end Bobby McCray (en) et le defensive tackle Remi Ayodele (en) ont fait tomber Favre au sol sur un coup haut-bas (high-low hit). McCray a frappé Favre en dessous des genoux, mettant brièvement Favre hors jeu à cause d'une blessure à la cheville. Aucune pénalité n'a été prononcée sur le jeu, bien que le vice-président de la NFL, Mike Pereira (en), ait déclaré qu'une pénalité aurait dû être prononcée, affirmant que c'était « le type de coup dont nous ne voulons pas »,. L'entraîneur des Vikings, Brad Childress (en), a déclaré plus tard qu'il y avait eu au moins treize cas où il avait eu l'impression que les Saints s'en prenaient délibérément à Favre. Le propriétaire des Vikings, Zygi Wilf, est même allé jusqu'à se plaindre à la ligue de ce qui était arrivé à Favre, bien qu'aucune mesure n'ait été prise à l'époque. Favre a pris une telle raclée que le punter des Vikings Chris Kluwe (en) et le kicker Ryan Longwell se sont demandé pendant le match si quelqu'un avait mis une prime sur sa tête.
L'agent de Favre, Bus Cook, a déclaré plus tard qu'il avait également le sentiment que les Saints essayaient délibérément de mettre Favre hors jeu, et a affirmé que plusieurs coups portés sur le quarterback des Cardinals de l'Arizona, Kurt Warner, lors du tour de division une semaine plus tôt, avaient également franchi la limite. Il est apparu au départ que l'argument de Cook était renforcé par le fait que Warner avait été mis hors jeu par une blessure à la poitrine (bien qu'il soit revenu plus tard), et qu'il avait pris sa retraite deux semaines plus tard. Cependant, Warner a déclaré par la suite que le coup qui l'avait mis KO était légal et n'avait rien à voir avec sa décision de prendre sa retraite.

## Enquête

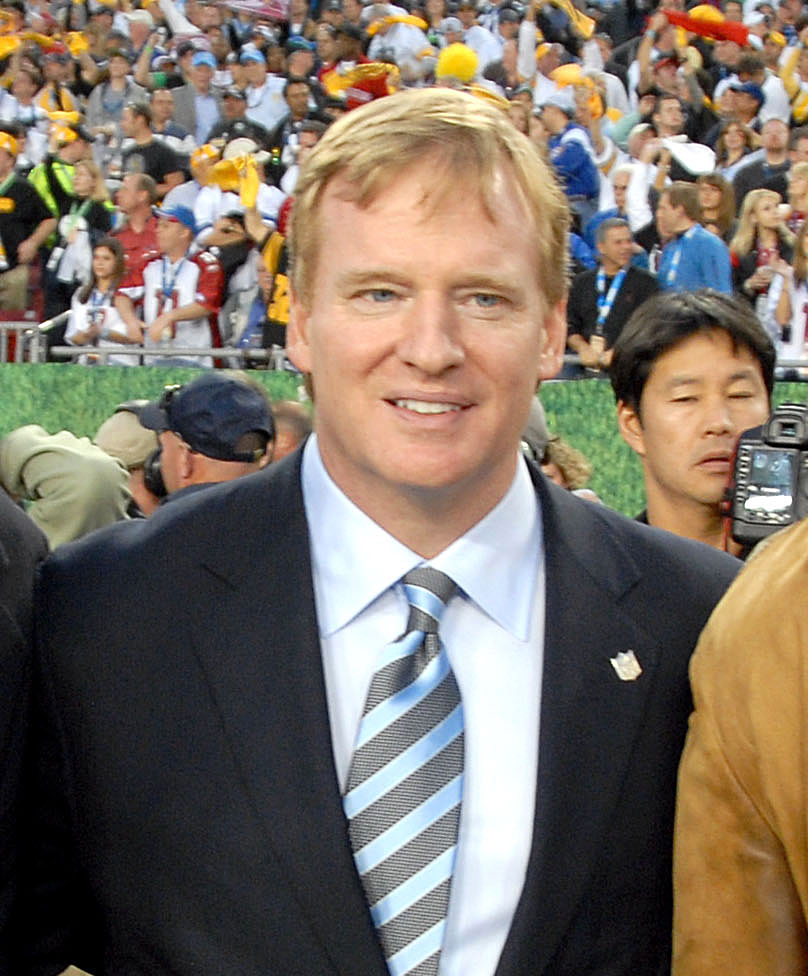
Roger Goodell, commissaire de la NFL

Lors de la saison morte 2010, un joueur anonyme a déclaré aux responsables de la NFL que les Saints avaient ciblé Favre et Warner dans le cadre d'un programme de primes administré par Williams et le département de la sécurité de la NFL a jugé ces allégations suffisamment crédibles pour ouvrir une enquête. Cependant, les joueurs et les responsables de l'équipe interrogés ont tous nié l'existence d'un programme de primes,, et le joueur qui avait fait le rapport initial s'est ensuite rétracté.
La NFL a commencé à enquêter sur les Saints en 2010 en réponse aux allégations de tentatives délibérées de blesser des joueurs pendant les éliminatoires de 2009-10, mais l'enquête s'est arrêtée à la fin de la saison 2011. Le 2 mars 2012, la NFL a annoncé qu'elle avait des preuves que le coordinateur défensif Gregg Williams avait créé le programme peu après son arrivée en 2009, et a allégué qu' « entre 22 et 27 joueurs des Saints » étaient impliqués. Williams et les joueurs ont mis en commun leur propre argent pour verser des primes de performance. Il a également affirmé que l'entraîneur en chef Sean Payton avait tenté de dissimuler le programme et que lui et le directeur général Mickey Loomis n'avaient pas réussi à le faire cesser sur ordre du propriétaire de l'équipe, Tom Benson. Depuis lors, Williams a été accusé d'avoir mis en œuvre des plans similaires pendant son mandat de coordinateur défensif des Oilers/Titans du Tennessee et des Redskins de Washington et d'entraîneur en chef des Bills de Buffalo.

## Dénonciation
En 2012, ESPN a rapporté que l'ancien assistant défensif des Saints, Mike Cerullo, a contacté la NFL concernant un programme de primes après la post-saison de 2009. Cerullo a été renvoyé après la saison 2009 pour mauvais résultats et mensonge sur les congés personnels selon les Saints. Il a témoigné qu'il gardait une trace des paiements et des promesses faites. Cerullo déclare également, « J'étais en colère d'avoir été viré par les Saints »,. Au cours de l'été 2017, la NFL a engagé Mike Cerullo comme directeur de l'administration du football.

## Constatations révélées
Vers la fin de la saison 2011, la NFL a reçu ce qu'elle a appelé « de nouvelles informations significatives et crédibles » qui suggéraient qu'il y avait effectivement un programme de primes. Les responsables de la Ligue, convaincus que ces informations étaient la preuve irréfutable qu'un programme était effectivement en place, ont alerté Benson de leurs conclusions juste avant le match éliminatoire du premier tour des Saints contre les Lions de Détroit.
Le 2 mars 2012, Adam Schefter (en), d'ESPN, a rapporté que la NFL avait effectivement trouvé des preuves d'un programme de primes. Plus tard dans la journée, la NFL a annoncé qu'elle avait obtenu la preuve irréfutable d'un programme de primes remontant à la saison 2009, sur la base d'un examen de 18 000 documents. Elle a déterminé que Williams avait lancé le fonds peu après son arrivée à La Nouvelle-Orléans en 2009, dans l'espoir de rendre la défense plus agressive. Entre 22 et 27 joueurs défensifs des Saints étaient impliqués. Les joueurs et Williams ont apporté leur propre argent au pot, et ont reçu des paiements en espèces en fonction de leur performance lors du match de la semaine précédente. Par exemple, un joueur de l'équipe spéciale qui a tacklé un kick returner à l'intérieur de la ligne des 20 yards de l'équipe receveuse gagnait 100 $. Les joueurs pouvaient également être condamnés à des amendes pour des erreurs mentales et des pénalités. Les joueurs recevaient également des primes pour les cart-offs (jeux dans lesquels un adversaire était retiré du terrain sur une civière ou une charrette) et les knockouts (jeux dans lesquels un joueur ne pouvait plus revenir pour le reste du match). Les joueurs gagnaient généralement 1 000 dollars pour les cart-offs et 1 500 dollars pour les knock-outs pendant la saison régulière, mais ils étaient encouragés à remettre leurs gains dans le pot afin d'augmenter les enjeux au fil de la saison. On savait que les paiements doublaient ou même triplaient pendant les séries éliminatoires,.
La NFL a envoyé une note confidentielle et détaillée aux 32 équipes pour les informer de ses conclusions. Elle a révélé que les Saints n'avaient pas seulement ciblé Warner et Favre lors des éliminatoires de 2009, mais qu'ils avaient également ciblé le quarterback des Packers de Green Bay, Aaron Rodgers, et le quarterback des Panthers de la Caroline, Cam Newton, lors de la saison régulière de 2011. Selon ce mémo, le linebacker des Saints, Jonathan Vilma, a offert 10 000 dollars en espèces à tout coéquipier qui éliminerait Favre du match de championnat de la NFC. Une autre source déclare à Mike Freeman de CBSSports.com que l'agent de Reggie Bush à l'époque, Michael Ornstein, était étroitement impliqué dans le projet depuis le début. Ornstein a contribué à la cagnotte à hauteur de 10 000 dollars en 2009, et un montant non divulgué en 2011.
Après des enquêtes ultérieures lors de l'intersaison 2012, la NFL a également trouvé des preuves que les Saints avaient mis à prix le quarterback des Seahawks de Seattle, Matt Hasselbeck, lors de leur match de qualification pour les éliminatoires de 2011.
La ligue a découvert que non seulement Payton était au courant de ce stratagème, mais qu'il avait tenté de le dissimuler au cours des deux enquêtes menées par la ligue. Au cours de l'enquête de 2010, Payton a dit à Williams et Joe Vitt (en) de « s'assurer que nos canards sont bien alignés » lorsque la ligue les a interrogés. Avant le début de la saison 2011, Payton a reçu un courriel d'Ornstein détaillant les grandes lignes du stratagème. Dans ce même courriel, Ornstein offrait une prime à quiconque éliminerait Rodgers lors de l'ouverture de la saison 2011,. Payton a d'abord nié savoir que ce courriel existait, mais a ensuite admis qu'il l'avait en fait lu.
Lorsque Benson a été informé des conclusions de la ligue, il a fait appel à Payton et Loomis et a ordonné l'arrêt immédiat du programme. Cependant, ils ne l'ont pas fait. Loomis avait également été interrogé lors de l'enquête de 2010, et avait déclaré qu'il n'était pas au courant de ce programme et qu'il l'arrêterait immédiatement s'il avait lieu. La ligue a également découvert que Vitt, que Payton avait chargé de surveiller Williams (les deux ne s'entendaient apparemment pas très bien), était également au courant des grandes lignes de la combine et a même vu Williams distribuer des paiements aux joueurs. Cependant, Vitt n'en a parlé à personne,.
La NFL a estimé que les méfaits de Payton et Loomis constituaient un « comportement préjudiciable » à la ligue. La NFL a découvert qu'aucun argent du club n'avait été utilisé pour financer la cagnotte de primes, et a félicité Benson pour avoir fait ce qu'il a pu pour fermer la caisse noire. Néanmoins, elle a jugé que l'organisation des Saints dans son ensemble était coupable d'une conduite nuisible à la ligue, en raison de l'entretien de la cagnotte de primes par Williams et les joueurs, ainsi que de l'incapacité de Loomis et Payton à agir « de manière responsable » pour y mettre fin,.
Plusieurs joueurs et supporters des Bears de Chicago estiment que les Bears ont été la cible de ce programme lors du deuxième match de la saison 2011, une défaite de 30 à 13. Le quarterback, Jay Cutler a été sacké six fois et a failli perdre sa voix lorsqu'un joueur des Saints lui a donné un coup de pied à la gorge. Plus tard dans le match, l'offensive tackle Frank Omiyale a arraché un défenseur des Saints à Cutler lorsqu'il a vu ce qu'il a appelé plus tard « des trucs cochons »,. Le quarterback des Buccaneers de Tampa Bay, Josh Freeman, a déclaré que la tendance des Saints à faire des coups illégaux était bien connue du personnel d'encadrement de Tampa Bay. Les préparatifs des matchs des Saints comprenaient des avertissements aux joueurs offensifs pour qu'ils gardent leurs genoux protégés, surtout sur les jeux à proximité des lignes de touche.
En juin 2012, la ligue a révélé qu'elle possédait un registre détaillant les revenus hebdomadaires des joueurs, qui sont gagnés pour les cart-offs (1 000 dollars) et les coups (400 dollars) et les déductions pour les « erreurs mentales »,.
Cependant, le 26 juillet 2011, Vilma et sept témoins des Saints ont témoigné devant un juge fédéral à La Nouvelle-Orléans que le commissaire de la NFL, Roger Goodell, s'était trompé dans le scandale des primes. « Tout le monde a prêté serment devant un juge, avec le risque de parjure et de prison si nous mentions, et a catégoriquement nié qu'il y avait une prime », a déclaré Vilma dans un SMS à Ed Werder (en) d'ESPN. « Sept personnes ont témoigné, deux déclarations sous serment disant toutes la même chose. Je vous demande, à vous et à ESPN, de rapporter les faits. Plus de préjugés, de bêtises ou de ouï-dire. Je vous ai donné des faits que vous pouvez rapporter si vous le souhaitez »,. Gabe Feldman, directeur du programme de droit du sport de l'université de Tulane (qui a assisté à l'audience au tribunal) a déclaré : « Il est clair que la juge, par ses questions, a indiqué qu'elle pense que Goodell a outrepassé son autorité, et cette affaire allait toujours porter sur le fait de savoir s'il a exercé son pouvoir de manière équitable... La réponse de la NFL est qu'avec toute la déférence nécessaire, vous n'avez pas le droit de douter (Goodell). Les juges n'ont qu'une compétence limitée sur les questions d'arbitrage »,.

## Autres allégations contre Williams
Peu après que le système de primes des Saints ait été mis au jour, quatre anciens joueurs des Redskins de Washington, ainsi qu'un entraîneur, ont déclaré au Washington Post que Williams avait mis en place un système similaire alors qu'il était le coordinateur défensif des Redskins de 2004 à 2007. Les joueurs ont déclaré que Williams payait son équipe des milliers de dollars pour un jeu agressif, avec les plus grosses récompenses - jusqu'à 8 000 dollars - pour des « tirs mortels » qui mettaient les joueurs adverses hors jeu. Matt Bowen (en), analyste NFL du Chicago Tribune, qui jouait pour les Redskins à l'époque, a écrit plus tard dans l'une de ses chroniques habituelles que la cagnotte de primes était financée par des amendes pour des erreurs commises pendant les entraînements et les matchs, et a insisté sur le fait que des systèmes similaires étaient appliqués dans d'autres équipes. Le 4 mars 2012, le Washington Post a rapporté que la NFL enquêtait sur les allégations contre Williams avec les Redskins.
Plusieurs anciens joueurs de Bills de Buffalo ont ensuite parlé à The Buffalo News d'un système similaire pendant le mandat de Williams comme entraîneur-chef de Bills de 2001 à 2003. Cependant, ils n'étaient pas d'accord sur la question de savoir s'il y avait des récompenses pour les joueurs blessés intentionnellement. Coy Wire (en), un safety pendant le mandat de Williams, a déclaré que Williams donnait des bonus pour les coups qui laissaient des adversaires gravement blessés, et deux autres joueurs ont déclaré que des bonus étaient également accordés pour les knock-outs,. Cependant, le linebacker Eddie Robinson, qui a joué pour Williams aux Oilers de Houston et du Tennessee ainsi qu'à Buffalo, a reconnu l'existence d'un pot de primes mais a déclaré n'avoir jamais entendu Williams favoriser les blessures délibérées d'autres joueurs. Ruben Brown (en), offensive guard des Bills à l'époque où Williams y était entraîneur, a nié l'existence d'un système de primes à Buffalo, position réitérée par le linebacker London Fletcher. Chidi Ahanotu (en), qui a joué un an sous les ordres de Williams à Buffalo, a indiqué qu'un tel programme n'était pas dans son caractère à l'époque et que Williams était « l'entraîneur le plus doux que j'ai connu »,.
L'ancien entraîneur de la NFL, Tony Dungy, a par la suite déclaré à Profootballtalk.com (en) qu'il était certain que Williams utilisait un système de primes similaire lorsqu'il était coordinateur défensif des Oilers/Titans de 1997 à 2000. Il pense également que Williams a mis à prix le quarterback des Colts d'Indianapolis, Peyton Manning, pendant le Super Bowl XLIV, et a ciblé Manning à plusieurs reprises pendant qu'il était avec les Titans. La révélation du système de prime a également suscité de nouvelles spéculations sur un match de 2006 entre les Redskins et les Colts, au cours duquel Manning a été mis à terre par un coup de Phillip Daniels (en) et Andre Carter des Redskins et a semblé perdre un peu de sensibilité dans le cou. Bien que Dungy n'ait pas spéculé à l'époque sur la question de savoir si les Redskins avaient ciblé Manning lors de ce match, il pense que ce coup a finalement causé les problèmes de cou qui ont mis Manning sur la touche pendant toute la saison 2011 et ont entraîné son départ pour les Broncos de Denver par la suite.
L'ancien safety Ryan Clark (en), qui a joué sous les ordres de Williams à Washington de 2004-2005 et qui a lui-même été condamné par la NFL à une amende de 40 000 dollars pour un coup de casque contre Ed Dickson des Ravens de Baltimore pendant la saison 2011, a défendu Williams, disant qu'il n'avait jamais dirigé de programme de primes avec les Redskins et qu'il n'en avait pas encore vu pendant son séjour en NFL. Clark a ajouté qu'il aurait dénoncé Williams ou tout autre entraîneur qui aurait proposé de mettre en place un tel programme. Les Steelers de Pittsburgh ont publié une déclaration sur leur site web officiel mentionnant que l'équipe ne tolère aucune sorte de programme de primes.

## Conséquences
Williams, qui est parti après la saison pour devenir coordinateur défensif des Rams de Saint-Louis, a été convoqué au siège de la NFL après la conclusion de l'enquête à la mi-février. Il a d'abord nié toute implication, mais s'est rétracté et a tout avoué lors d'une rencontre avec Roger Goodell. Après la publication de l'histoire, Williams a publié une déclaration qualifiant son implication de « terrible erreur ». Williams a déclaré qu'il savait depuis le début que la caisse noire enfreignait les règles, et que « j'aurais dû l'arrêter » plutôt que de s'impliquer davantage. Goodell a déclaré qu'il trouvait « particulièrement troublant » que les Saints aient délibérément essayé de blesser d'autres joueurs. Il a ajouté que les joueurs et les entraîneurs impliqués dans ce projet pourraient se voir infliger des amendes ou des suspensions, et que les Saints pourraient être exclus de la draft 2012 de la NFL et des futures sélections,.
Benson a publié une déclaration sur le site web des Saints, disant : « J'ai été mis au courant des conclusions de la NFL concernant la Bounty Rule et de la manière dont elle s'applique à notre club. J'ai proposé et la NFL a reçu notre entière coopération dans le cadre de son enquête. Bien que les conclusions soient troublantes, nous sommes impatients de mettre tout cela derrière nous et de remporter d'autres championnats à l'avenir pour nos fans »,.
Le 3 mars 2012, Jay Glazer (en), de Fox Sports, a indiqué que la NFL avait l'intention d'infliger des pénalités avant la réunion des propriétaires fin mars. La National Football League Players Association (NFLPA) a demandé à la ligue de retarder toute sanction jusqu'à ce que le syndicat puisse mener sa propre enquête.
Pat Kirwan, de CBSSports.com, a tweeté que quelques heures après la publication du rapport de la NFL, les avocats de plusieurs joueurs lui avaient déjà dit que leurs clients envisageaient une action en justice contre les Saints et Williams. L'ancien quarterback des 49ers de San Francisco, Steve Young, qui est diplômé en droit de l'université Brigham Young, a suggéré que toute personne ayant été blessée lors d'un match des Saints pendant l'existence du stratagème a des raisons d'intenter une action en justice. William Corbett, professeur de droit à l'université d'État de Louisiane, a déclaré à Fox Sports que toute action en justice intentée par les joueurs a des chances de réussir. Il a cité un cas de 1977 dans lequel le défenseur des Broncos de Denver, Dale Hackbart (en), a poursuivi les Bengals de Cincinnati pour un coup de pied au dos tardif par le running back Boobie Clark (en), qui avait provoqué la fracture trois vertèbres quatre ans plus tôt et avait mis fin à sa carrière. Un tribunal du Colorado s'est prononcé contre Hackbart, affirmant que la violence faisait partie du jeu. Cependant, la Cour d'appel du 10e circuit n'a pas été d'accord, affirmant que les coutumes générales du football n'incluent pas la tentative délibérée de blesser les joueurs adverses.
Le 6 mars, Payton et Loomis ont publié une déclaration dans laquelle ils assument l'entière responsabilité de ne pas avoir mis fin au prétendu programme de primes. Payton et Loomis ont également présenté leurs excuses aux fans de Benson et des Saints, et ont promis qu'un tel comportement ne se reproduirait plus jamais. Trois jours plus tard, Drew Brees, le quarterback titulaire des Saints, a publié une déclaration niant toute connaissance ou implication dans le programme. Le 12 mars, WWL-TV à La Nouvelle-Orléans a rapporté que Payton et Benson ont rencontré Goodell à New York pendant une grande partie de la matinée pour réitérer que les Saints continueraient à coopérer pleinement avec l'enquête de la NFL. Le 22 mars, le sénateur américain Richard Durbin, de l'Illinois, a annoncé qu'il inviterait Goodell et les dirigeants des autres grandes ligues sportives américaines à une audition sur les systèmes de primes. Il a également déclaré qu'à moins que les ligues elles-mêmes ne proposent des normes pour s'assurer que cela ne se reproduira pas, il pourrait envisager de rédiger une législation qui étendrait les lois fédérales sur la corruption sportive aux primes.
Le 5 avril, le réalisateur de documentaires Sean Pamphilon (en) a diffusé l'audio d'une réunion que Williams a tenue avec sa défense avant leur match de barrage de division 2012 contre les 49ers de San Francisco. Dans un discours blasphématoire, Williams a demandé à ses joueurs d'essayer délibérément de blesser plusieurs joueurs des 49ers. Il a ordonné à ses hommes d'essayer de mettre K.O. le running back Kendall Hunter (en), même si cela signifiait le frapper hors limite. Il leur a demandé de tenter de déchirer le ligament du wide receiver Michael Crabtree, de blesser les chevilles de Vernon Davis et de s'en prendre au kick returner Kyle Williams en raison de ses antécédents de commotions cérébrales. Il semble également avoir mis à prix le quarterback Alex Smith. Selon Pamphilon, après que Williams ait dit à ses hommes de frapper Smith au menton, « il frotte ensuite son pouce contre son index et son majeur - le signe de l'argent - et dit, j'ai eu le premier, j'ai eu le premier. Va le chercher. Va allonger cet enfoiré ». Pamphilon, qui réalisait un documentaire sur Steve Gleason (en) et son combat contre la maladie de Lou Gehrig, a diffusé l'audio sur Yahoo Sports sans l'accord de Gleason,,. Cependant, les Saints n'ont pas été pénalisés pour des coups illégaux lors de ce match, qu'ils ont perdu 36-32.

## Sanctions

### Entraîneurs et dirigeants
Le 21 mars 2012, la NFL a pris des sanctions contre les entraîneurs et le personnel du front office des Saints pour leur rôle dans le scandale :
- Gregg Williams (en) a été suspendu pour une durée indéterminée, et il lui a été interdit de demander sa réintégration jusqu'à la fin de la saison 2012 au plus tôt[75].

- Sean Payton a été suspendu pour toute la saison 2012, à compter du 1er avril[76]. Il est le premier entraîneur principal de l'histoire moderne de la NFL à être suspendu pour une raison quelconque[77].

- Mickey Loomis a été suspendu pour les huit premiers matchs de la saison 2012[78].

- Joe Vitt (en), qui avait été présenté comme un candidat possible pour servir d'entraîneur intérimaire en l'absence de Payton[79], a été suspendu pour les six premiers matchs de la saison 2012[80]. Cela n'a pas automatiquement disqualifié Vitt de servir d'entraîneur-chef intérimaire en tant que tel, car sa suspension n'a pris effet qu'à la saison régulière ; les conditions de suspension lui ont permis d'entraîner l'équipe pendant le camp d'entraînement et la pré-saison, puis de revenir pendant la septième semaine. Les Saints ont annoncé qu'ils mettraient en œuvre ce scénario pour 2012[81],[82].

Les Saints ont également été condamnés à une amende de 500 000 dollars, soit l'amende maximale autorisée par la constitution de la ligue, et ont dû renoncer à leurs choix du deuxième tour des drafts 2012 et 2013 (leur choix du premier tour en 2012 avait déjà été échangé avec les Patriots de la Nouvelle-Angleterre et ne pouvait donc pas être perdu ; après la pénalité, le premier choix des Saints lors de la sélection de la NFL en 2012 est un choix de troisième tour),. Il a également donné aux clubs de la ligue jusqu'au 30 mars 2012 pour certifier par écrit qu'ils n'ont pas de programme de primes. Les clubs devront également certifier qu'il n'existe pas de système de primes dans le cadre des certifications annuelles qu'ils doivent effectuer en vertu de la politique d'intégrité du jeu de la ligue.
Dans une déclaration, M. Goodell a indiqué que la NFL ne tolérerait pas une conduite ou une culture qui mettrait en danger la sécurité des joueurs. Il a également déclaré que le fait que le programme ait duré trois ans exigeait qu'un « message fort et durable soit envoyé pour dire qu'une telle conduite est totalement inacceptable et n'a pas sa place dans le jeu »,. Il était particulièrement contrarié par le fait que les personnes impliquées avaient menti sur le système lors de deux enquêtes distinctes, et avaient nié qu'un programme de primes ait jamais été mis en place. Dans une interview avec Rich Eisen, de NFL Network, Goodell a déclaré que la menace pour la sécurité des joueurs, ainsi que le fait que les Saints aient menti à ce sujet, exigeaient une sanction significative. « Je ne pense pas que vous puissiez être trop dur avec les gens qui mettent en danger la santé et la sécurité de nos joueurs », a déclaré Goodell à Eisen. Il l'a répété dans une interview accordée plus tard dans la journée à Adam Schefter (en) d'ESPN, en disant que le fait que les personnes impliquées continuaient à tromper la ligue à ce sujet était un facteur important dans les sanctions.« Vous devez être responsables et redevables dans la NFL », a-t-il déclaré. Goodell a également laissé entendre que Payton aurait de toute façon été sanctionné de manière significative, puisque son obligation contractuelle de superviser ses assistants signifiait qu'il aurait au moins dû être au courant de la combine. Il a également déclaré qu'il y aurait une tolérance zéro pour les paiements pour les performances en jeu à l'avenir, affirmant que les paiements pour le bon jeu finissent par se transformer en primes pour les joueurs délibérément blessés.
Le 30 mars, Payton, Vitt et Loomis ont fait appel de leur suspension, et les Saints ont également fait appel de l'amende et de la perte des sélections,. Payton, Vitt et Loomis ont rencontré Goodell le 5 avril. Après cette rencontre, l'avocat de Vitt, David Cornwell, a déclaré que Payton et Loomis avaient rencontré Williams avant le match de barrage de la division et lui avaient ordonné d'arrêter immédiatement le programme de primes. Cornwell a soutenu que Williams était un entraîneur véreux, et l'audio récemment publié de sa rencontre avec la défense ne fait que le prouver.
Goodell a rejeté les appels le 9 avril, ce qui signifie que la suspension de Payton a commencé à partir du 16 avril. Cependant, en fonction de la coopération des Saints et des personnes impliquées, Goodell pourrait rétablir le choix du deuxième tour des Saints en 2013 (bien que les Saints perdent toujours un choix inférieur), ainsi que réduire l'amende des Saints et rétablir le salaire perdu de Payton, Vitt et Loomis. Cependant, tous les appels ont été rejetés.

### Joueurs
La NFLPA a demandé que la ligue suspende toute sanction à l'encontre des joueurs jusqu'à ce qu'elle mène sa propre enquête. Goodell a toutefois indiqué à Schefter qu'il allait très vite infliger des sanctions aux joueurs concernés dès qu'il aurait des informations du syndicat.
Quelques heures après l'annonce des sanctions, Chris Kluwe s'est rendu sur KSTP dans les Twin Cities et a demandé que tous les joueurs impliqués dans le système soient sévèrement punis, et que la NFLPA fasse savoir qu'« il n'y a pas de place dans la ligue pour ce genre de comportement ». Il est même allé jusqu'à demander que Vilma - le seul joueur spécifiquement désigné comme étant impliqué dans le stratagème dans les annonces initiales de la NFL - soit banni de la ligue à vie. Ses sentiments ont été repris un jour plus tard par le centre des Vikings, John Sullivan (en), qui a déclaré à KFXN-FM dans les Twin Cities que tout Saint qui aurait délibérément essayé de blesser Favre dans ce jeu devrait obtenir une interdiction à vie. Sullivan a qualifié le traitement réservé à Favre par les Saints de « méprisable et tout le contraire de l'esprit sportif », et a même demandé que la ligue prenne des mesures contre les joueurs impliqués dans ce jeu qui avaient pris leur retraite depuis, comme Bobby McCray (en).
Le 2 mai, la NFL a suspendu quatre joueurs ou anciens joueurs des Saints pour leur implication dans le scandale des primes :
- Jonathan Vilma a été suspendu pour toute la saison 2012 de la NFL[92].
- L'ancien défenseur des Saints, Anthony Hargrove, a été suspendu pour huit matchs[93].
- L'arrière défensif des Saints, Will Smith, a été suspendu pour quatre matchs[94].
- L'ancien défenseur des Saints Scott Fujita (alors avec les Browns de Cleveland, maintenant à la retraite) a été suspendu pour trois matchs[95].

La suspension de Vilma a pris effet immédiatement, tandis que les trois autres joueurs sont autorisés à participer au camp d'entraînement. En annonçant les suspensions, M. Goodell a déclaré que, bien qu'un grand nombre de joueurs aient participé au programme, il a choisi de suspendre les joueurs qui « occupaient des postes de direction chez les Saints ; ont contribué à une somme d'argent particulièrement importante pour le programme ; ont spécifiquement contribué à une prime sur un joueur adverse ; ont démontré une intention claire de participer à un programme qui a potentiellement blessé des joueurs adverses ; ont cherché des récompenses pour cela ; et/ou ont fait obstruction à l'enquête de 2010 »,,. La NFL a déterminé que Vilma et Smith ont aidé Williams à lancer le programme de primes. Hargrove a menti aux responsables de la ligue pendant l'enquête de 2010, mais a ensuite signé une lettre à la NFL admettant qu'il participait activement au programme. Il a également dit à au moins un autre joueur que les Saints avaient mis une prime sur Favre lors du match pour le titre de la NFC en 2009. Fujita, qui a quitté l'équipe pour les Browns immédiatement après la victoire des Saints au Super Bowl XLIV, a reçu une somme d'argent importante dans le programme de primes.
Plus tôt, Goodell avait indiqué qu'il allait se montrer dur envers les joueurs concernés, en disant à Rich Eisen qu'ils avaient « adopté avec enthousiasme » le programme. « Ils sont sur le terrain, donc je ne pense pas qu'ils soient exonérés de toute responsabilité à cause de cela », a-t-il dit.
La NFLPA a publié une déclaration qualifiant les suspensions d'injustifiées, affirmant que Goodell ne leur avait fourni aucune preuve à l'appui des sanctions. Le syndicat a déposé un grief officiel le 4 mai, affirmant que puisque les suspensions étaient pour mauvaise conduite sur le terrain, les appels des joueurs devraient être entendus par Ted Cottrell (en) et Art Shell, que la convention collective désigne comme les agents chargés d'entendre les sanctions sur le terrain. Elle a également soutenu que puisque la conduite alléguée a eu lieu avant la signature de la dernière convention collective en août, Goodell aurait dû s'en remettre au maître spécial de la NFL, Stephen Burbank (en), pour statuer sur les actions des joueurs. Goodell a prononcé les suspensions dans le cadre de son pouvoir de sanctionner toute conduite préjudiciable à l'intégrité et à la confiance du public dans la NFL, une violation de l'article 46 de la convention collective. Cette disposition est normalement utilisée pour sanctionner les comportements hors terrain.
Les quatre joueurs ont fait appel de leur suspension. Le 7 septembre, le comité d'appel de Burbank a annulé les suspensions imposées aux quatre joueurs, et la NFL a confirmé que la décision les a rétablis à temps pour leurs premiers matchs de la saison 2012, deux jours plus tard. Deux jours après le cinquième match de la saison, le 9 octobre, la ligue a rétabli les suspensions sans aucune modification ni réduction ; les appels des joueurs ont continué.
Le 27 octobre, l'ancien commissaire de la ligue, Paul Tagliabue, a reporté l'audience des appels de primes, espérant fixer un nouveau calendrier le 29 octobre. Le 11 décembre, à trois matches de la fin de la saison régulière, Tagliabue a annulé les suspensions des joueurs, en déclarant dans sa décision : « Je confirme les conclusions factuelles du commissaire Goodell concernant les quatre joueurs. Je conclus que Hargrove, Smith et Vilma - mais pas Fujita - ont eu une conduite préjudiciable à l'intégrité du football professionnel et à la confiance du public dans ce sport... ». Il a attribué la responsabilité principale du scandale à Williams et Payton.
Si les suspensions de Vilma et de Hargrove avaient été maintenues, elles auraient été les plus longues de l'histoire moderne de la NFL pour un incident sur le terrain, dépassant le précédent record établi en 2006, lorsque le defensive end Albert Haynesworth, alors joueur de l'équipe de Titans du Tennessee, a reçu une suspension de cinq matchs pour avoir piétiné la tête du joueur de ligne offensive des Cowboys de Dallas, Andre Gurode (en).
Vilma a joué les onze derniers matchs de la saison 2012 pour les Saints ; Smith a joué les seize matchs. Fujita a joué les quatre premiers matchs de la saison pour les Browns avant de subir une blessure au cou qui a mis fin à sa saison (et finalement à sa carrière) ; il a signé un contrat d'un jour avec les Saints à l'intersaison et a pris sa retraite avec l'équipe. Hargrove, signé en tant qu'agent libre par les Packers de Green Bay en mars 2012, n'a pas joué pendant la saison 2012. Néanmoins, la perte de Payton, combinée aux distractions causées par le scandale, s'est avérée trop difficile à surmonter pour les Saints. Après avoir terminé 13-3 et atteint le tour divisionnaire des éliminatoires un an plus tôt, ils ont terminé 7-9 et ont manqué les séries éliminatoires.

## Réaction des médias
Le comportement décrit dans le rapport a été presque universellement condamné dans la presse. Dans un éditorial, le journal local de LA Nouvelle-Orléans, The Times-Picayune, a qualifié ces révélations d'« embarras pour l'une des organisations sportives les plus prospères et les plus aimées de ces dernières années » et a déclaré qu'elles étaient « particulièrement difficiles à prendre pour les fans (des Saints) », compte tenu du retour des Saints après l'ouragan Katrina. Le chroniqueur d'ESPN Gregg Easterbrook (en) a affirmé que le comportement des Saints menaçait l'intégrité même du sport puisque les lycéens et les jeunes joueurs ont longtemps imité ce qu'ils voient dans la NFL. Il a également affirmé que NFL Network avait annulé la retransmission prévue du match de championnat 2009 de la NFC en raison de l'inquiétude des fans qui auraient pu regarder de plus près les derniers coups qui auraient dû être annoncés.
La plupart des joueurs qui ont été la cible de coups douteux des Saints, dont Brett Favre et Kurt Warner, ont affirmé que les primes n'étaient qu'une partie du jeu. Cependant, plusieurs anciens joueurs interrogés par Sports Illustrated ont déclaré que si les paiements pour les bons coups et les sacks étaient effectivement considérés comme faisant partie du jeu, les primes pour avoir intentionnellement blessé des adversaires violaient un code non écrit. L'une des personnes interrogées, Junior Seau, a déclaré sans ambages que de telles pratiques dépassaient les limites et menaçaient les moyens de subsistance d'une personne. Seau se suicide moins de deux mois après la publication de l'interview ; on a découvert après sa mort qu'il souffrait d'une encéphalopathie traumatique chronique (ETC) à la suite des nombreux traumatismes crâniens dont Seau a souffert pendant ses 20 ans de carrière en NFL. Les sentiments de Seau ont été repris par le quarterback Fran Tarkenton, membre du Pro Football Hall of Fame. Dans un éditorial du Wall Street Journal, Tarkenton a écrit qu'il a joué contre des joueurs comme Mean Joe Greene, Ray Nitschke et Dick Butkus, et qu'aucun d'entre eux n'a même envisagé de lui faire du mal délibérément. Il a également déclaré avoir discuté de la question avec plusieurs joueurs de son époque, et ils ont unanimement convenu que les joueurs qui mettent des primes sur leurs adversaires sont des « lâches »,.
Kevin Seifert, qui blogue sur la division NFC North pour ESPN.com, a écrit que ni lui ni la plupart des fans des Vikings n'ont été surpris par la découverte du programme de primes. Seifert a fait valoir qu'avant même que les conclusions ne soient révélées, il était évident que les Saints étaient déterminés à infliger une sévère correction à Favre, même si cela signifiait enfreindre les règles. La seule différence dans l'esprit de Seifert était qu'il ne croyait plus que les Saints étaient hors de contrôle. Au contraire, écrivait-il, ils agissaient comme « faisant partie d'une mentalité plus large » inculquée par Williams.
Les spéculations ont rapidement abondé sur la sévérité avec laquelle Goodell, qui a mis l'accent sur la sécurité des joueurs et l'intégrité générale du jeu pendant ses six années de commissaire, punirait Williams et les Saints. Dans sa chronique hebdomadaire Monday Morning Quarterback du 5 mars 2012, Peter King de Sports Illustrated (SI) a écrit qu'il pensait que Williams risquait au moins une suspension de huit matchs, et que Payton et Loomis seraient presque certainement suspendus eux aussi. Il a également affirmé que Goodell n'aurait pas d'autre choix que de s'en prendre aux Saints, étant donné que la ligue faisait face à de nombreuses poursuites judiciaires intentées par d'anciens joueurs ayant subi des blessures à la tête. Compte tenu des circonstances, a déclaré M. King, Goodell avait tout intérêt à « émettre une série de suspensions comme la ligue n'en a jamais vu »,. Dans un article écrit pour l'édition du 12 mars de SI, King a écrit que les responsables de la ligue étaient tellement indignés qu'ils étaient susceptibles de prononcer des sanctions similaires aux interdictions de jeu dont Paul Hornung et Alex Karras avaient fait l'objet en 1963 pour une saison entière. Freeman a écrit que ses sources au bureau de la ligue lui avaient dit que les joueurs, Williams, Payton et Loomis, seraient tous confrontés à des suspensions d'au moins six matchs, ainsi qu'à de lourdes amendes. Les sources de Freeman ont également déclaré que les sanctions de Payton allaient probablement éclipser celles infligées à Bill Belichick, des Patriots de la Nouvelle-Angleterre, à la suite de l'affaire du Spygate en 2007. Il pensait également que Goodell allait utiliser le scandale pour mettre fin à la « pratique du football de primes pour toujours », tout comme les sanctions imposées aux Patriots après que l'affaire Spygate avait effectivement mis fin à la pratique de longue date des enregistrements vidéo illicites.
Mike Pereira (en), aujourd'hui analyste à Fox Sports, a écrit que, d'après son expérience au bureau de la ligue, il n'était pas surpris que Goodell s'en prenne violemment aux Saints. Il se souvient que Goodell était toujours contrarié lorsque les officiels ne pénalisaient pas les coups sur les joueurs sans défense.
Michael Irvin, analyste de NFL Network, a déclaré qu'il avait « presque vomi » lorsqu'il a entendu Williams dire à ses hommes de s'en prendre au ligament de Crabtree, affirmant que les joueurs apprennent dès le plus jeune âge à ne jamais blesser les genoux d'un homme. Mark Kriegel, de Fox Sports, a soutenu que l'enregistrement prouvait que Williams était « terriblement sous-puni », d'autant plus qu'il avait fait ce discours après avoir été alerté que la NFL avait rouvert son enquête. Il a demandé à Goodell de le bannir de la ligue à vie.
L'analyste de NFL Network, Michael Lombardi (en), a écrit que le scandale s'est produit en partie parce que lors des piges de Williams en tant que coordinateur de la défense, les entraîneurs en chef sous lesquels il travaillait - Jeff Fisher, Joe Gibbs et Sean Payton - lui ont essentiellement cédé toute autorité sur la défense. Lombardi a affirmé qu'en conséquence, Williams opérait essentiellement comme un entrepreneur indépendant. Lombardi a fait valoir qu'une telle situation n'est jamais totalement viable, car elle peut facilement conduire l'entraîneur-chef à perdre le contrôle.
Malgré le tollé médiatique, une étude indépendante a spéculé sur le fait que les joueurs de Saints auraient pu prétendre participer en dehors du terrain mais ne pas mettre en œuvre la tactique sur le terrain. « Si les Saints avaient tendance à blesser plus de joueurs, alors les équipes qui les ont joués auraient tendance à répertorier plus de blessures la semaine suivante. Pour vérifier si les Saints ont blessé plus de joueurs qu'une équipe typique, il suffit de comparer le nombre de joueurs ajoutés aux rapports de blessures après un match des Saints à la moyenne de la ligue. Les Saints ont-ils blessé plus de joueurs ? La réponse, fondée sur des données, est un non retentissant. Les Saints semblent avoir blessé beaucoup moins de joueurs au cours des saisons 2009, 2010 et 2011. Les chiffres sont frappants ».

### Citations originales
1. ↑  non-contract bonuses
2. ↑  the type of hit we don't want.
3. ↑  I was angry for being let go from the Saints.
4. ↑  significant and credible new information
5. ↑  make sure our ducks are in a row.
6. ↑  conduct detrimental.
7. ↑  in a responsible manner.
8. ↑  some dirty stuff.
9. ↑  Everybody was sworn in under oath in front of a judge with the risk of perjury and jail time if we were lying, and categorically denied there was a bounty
10. ↑  Seven people testified, 2 sworn affidavits all saying the same thing. I ask that you and ESPN report the facts. No more bias or b.s. or hearsay. I gave you facts that you can report if so choose.
11. ↑  Clearly the judge, by her questions, indicated she thinks Goodell overstepped his authority, and this case was always going to be about if he executed his power fairly... The NFL's retort is that with all due deference, you don't get to second guess (Goodell). Judges only have limited jurisdiction over arbitration issues.
12. ↑  kill shots.
13. ↑  the softest coach I've been around.
14. ↑  a terrible mistake.
15. ↑  I should have stopped it.
16. ↑  particularly disturbing
17. ↑  I have been made aware of the NFL’s findings relative to the « Bounty Rule » and how it relates to our club. I have offered and the NFL has received our full cooperation in their investigation. While the findings may be troubling, we look forward to putting this behind us and winning more championships in the future for our fans.
18. ↑  then he rubs his thumb against his index and middle fingers and says, I got the first one. I got the first one. Go get it. Go lay that motherfucker out.
19. ↑  a strong and lasting message must be sent that such conduct is totally unacceptable and has no place in the game.
20. ↑  I don't think you can be too hard on people that put at risk our players' health and safety
21. ↑  You have to be accountable and responsible in the NFL.
22. ↑  there's no place in the league for that kind of behavior.
23. ↑  despicable and the exact opposite of sportsmanship.
24. ↑  were in leadership positions at the Saints; contributed a particularly large sum of money toward the program; specifically contributed to a bounty on an opposing player; demonstrated a clear intent to participate in a program that potentially injured opposing players; sought rewards for doing so; and/or obstructed the 2010 investigation.
25. ↑  enthusiastically embraced
26. ↑  They are on the field, so so I don't think they are absolved from any responsibility because of that
27. ↑  I affirm Commissioner Goodell's factual findings as to the four players. I conclude that Hargrove, Smith and Vilma, but not Fujita, engaged in conduct detrimental to the integrity of, and public confidence in, the game of professional football...
28. ↑  an embarrassment for one of the most successful and beloved sports organizations of recent years
29. ↑  particularly hard to take for (Saints') fans
30. ↑  cowards
31. ↑  part of a larger mentality
32. ↑  issue a string of suspensions the likes of which the league has never seen
33. ↑  end the practice of bounty football forever
34. ↑  almost threw up
35. ↑  woefully underpunished

### Articles de journaux
1. 1 2  (en) Paul Tagliabue, « In the Matter of New Orleans Saints Pay-for-Performance / “Bounty” » [PDF], sur espn.com, 11 décembre 2012 (consulté le 24 février 2020)
2. 1 2 3 4 5 6 7 8 9 10  (en) Peter King, « WAY OUT OF BOUNDS », sur Vault, Sports Illustrated, 12 mars 2012 (consulté le 25 février 2020)
3. ↑  (en) « Full NFL statement into 'bounty' program run by New Orleans Saints », sur NOLA.com, The Times-Picayune, 3 mars 2012 (consulté le 25 février 2020)
4. 1 2  (en) Mike Freeman, « Saints took common practice of bounties to new, dangerous level. », sur www.cbssports.com, CBSSports.com News, 5 mars 2012 (version du 20 octobre 2012 sur Internet Archive)
5. ↑  (en) « Saints players were taking high hits as well as low hits on the opposing », sur www.coursehero.com (consulté le 25 février 2020)
6. 1 2 3  (en-GB) Associated Press, « New Orleans Saints coach Sean Payton suspended for a year over 'Bountygate' », The Guardian,‎ 21 mars 2012 (ISSN 0261-3077, lire en ligne, consulté le 25 février 2020)
7. ↑  (en) Courtney Cornin, « Favre: I was concussed in 2009 NFC title game », sur ESPN.com, ESPN, 10 janvier 2018 (consulté le 25 février 2020)
8. ↑  (en) Daniel Krem, « Brett Favre's Legacy: How the Men in Stripes Betrayed Everyone's Hero », sur Bleacher Report, 2 février 2010 (consulté le 25 février 2020)
9. ↑  (en) Larry Holder, « New Orleans Saints' bounty scandal timeline as Sean Payton prepares for return », sur NOLA.com, 30 août 2013 (consulté le 25 février 2020)
10. ↑  (en) « Vikings: Officiating vice president says Saints should have been penalized », sur Grand Forks Herald, 29 janvier 2010 (consulté le 25 février 2020)
11. ↑  (en) Novid Houellebecq, « Roger Goodell, The Man who destroyed the Video Game Industry — and everything around him in the… », sur Medium, 13 septembre 2014 (consulté le 25 février 2020)
12. 1 2  (en) Kevin Seifert, « Saints' shots at Brett Favre were no secret », sur ESPN.com, ESPN, 5 mars 2012 (consulté le 25 février 2020)
13. ↑  (en) Kevin Seifert, « Chris Kluwe: Ban Jonathan Vilma for life », sur ESPN.com, ESPN, 22 mars 2012 (consulté le 25 février 2020)
14. 1 2 3 4 5 6  (en) Adam Schefter et Associated Press, « Saints' defense kept 'bounty' fund, NFL says », sur ESPN.com, ESPN, 2 mars 2012 (consulté le 26 février 2020)
15. ↑  (en) Mike Sando, « Warner: Saints hit legal, not career-ending », sur ESPN.com, ESPN, 2 mars 2012 (consulté le 25 février 2020)
16. ↑  (en-US) Mike Florio, « "Bountygate" possibly taints Saints' Super Bowl win », sur ProFootballTalk, 2 mars 2012 (consulté le 25 février 2020)
17. 1 2 3 4 5 6  (en) « NFL announces management discipline in Saints' 'bounty' matter », sur NFL.com, 21 mars 2012 (consulté le 25 février 2020)
18. ↑  (en) James Varney, « NFL has given no indication of timetable for bounty scandal punishment against New Orleans Saints », sur NOLA.com, The Times-Picayune, 9 mars 2012 (consulté le 25 février 2020)
19. ↑  (en-US) Judy Battista, « N.F.L. Inquiry Says Saints Set Bounty for Hits », The New York Times,‎ 2 mars 2012 (ISSN 0362-4331, lire en ligne, consulté le 25 février 2020)
20. ↑  (en-US) Tim Rohan, « Ex-Prosecutor Presents N.F.L.’s Findings in Bounty Case », The New York Times,‎ 18 juin 2012 (ISSN 0362-4331, lire en ligne, consulté le 25 février 2020)
21. ↑  (en) « New Orleans Saints bounty scandal timeline », sur NOLA.com, The Times-Picayune, 12 décembre 2012 (consulté le 25 février 2020)
22. 1 2  (en) Roger Osorio, « New Orleans Saints: 5 Reasons New Orleans Saints Must Sign Drew Brees », sur Bleacher Report, 29 mai 2012 (consulté le 25 février 2020)
23. ↑  « Saints Bounty Scandal », sur ESPN.com, ESPN, 26 février 2013 (consulté le 25 février 2020)
24. ↑  (en) John Barr, « Ex-Saints asst. Cerullo sends letter to Tagliabue », sur ESPN.com, ESPN, 13 décembre 2012 (consulté le 25 février 2020)
25. ↑  (en) Timothy Rapp, « Sean Payton Says Report of NFL Hiring Whistleblower Mike Cerullo Is 'Troubling' », sur Bleacher Report, 10 décembre 2017 (consulté le 25 février 2020)
26. ↑  (en) John Barr, « Mike Cerullo: I've been 'vilified' », sur ESPN.com, ESPN, 13 décembre 2012 (consulté le 25 février 2020)
27. ↑  (en) Associated Press, « Former Saints coach Williams testified he wanted to stop bounties », sur Savannah Morning News, 13 décembre 2012 (consulté le 25 février 2020)
28. ↑  (en) Mike Triplett, « Saints coach Sean Payton calls NFL hire of former whistleblower 'unbelievable' », sur ABC News, 10 décembre 2017 (consulté le 25 février 2020)
29. ↑  (en) UNITED STATES DISTRICT COURT EASTERN DISTRICT OF LOUISIANA, « JONATHAN VILMA VERSUS ROGER GOODELL - CIVIL ACTION NO. 12-CV1283 c/w 12-CV-1718 », 5 juillet 2012 (consulté le 26 février 2020)
30. ↑  (en-US) Judy Battista, « Players and Peers Laud the Coach Behind the Saints’ Bounties », The New York Times,‎ 7 mars 2012 (ISSN 0362-4331, lire en ligne, consulté le 26 février 2020)
31. 1 2  (en-US) Judy Battista, « Saints Coach Is Suspended for a Year Over Bounties », The New York Times,‎ 21 mars 2012 (ISSN 0362-4331, lire en ligne, consulté le 26 février 2020)
32. ↑  (en) Peter King, « Way out of bounds », sur Vault, Sports Illustrated, 12 mars 2012 (consulté le 26 février 2020)
33. ↑  (en) Pat Yasinskas, « NFL: Saints targeted Cam Newton », sur ESPN.com, ESPN, 21 mars 2012 (consulté le 27 février 2020)
34. ↑  (en) Mike Freeman, « NFL memo details more Saints bounty accusations - CBSSports.com », sur mike-freeman.blogs.cbssports.com, CBSsports.com, 6 mars 2012 (version du 6 mars 2012 sur Internet Archive)
35. ↑  (en) « NFL presents evidence that shows New Orleans Saints had $35,000 bounty on Brett Favre », sur NOLA.com, The Times-Picayune, 19 juin 2012 (consulté le 27 février 2020)
36. 1 2 3 4  (en) Associated Press, « NFL hammers Saints for bounties », sur ESPN.com, ESPN, 21 mars 2012 (consulté le 27 février 2020)
37. 1 2 3  (en) Jeff Duncan, « Mike Ornstein's association with New Orleans Saints and bounty scandal a perplexing situation », sur NOLA.com, The Times-Picayune, 9 mars 2012 (consulté le 27 février 2020)
38. ↑  (en) Mitch Lawrence, « New Orleans Saints owner Tom Benson marches in and save the Hornets », sur nydailynews.com, New York Daily News, 14 avril 2012 (consulté le 27 février 2020)
39. ↑  (en) « NFL says Saints created 'bounty' program from 2009 to 2011 », sur NFL.com, ESPN, 2 mars 2012 (consulté le 27 février 2020)
40. 1 2  (en) Michael C. Wright, « Bears wonder if Saints targeted them », sur ESPN.com, ESPN, 2 mars 2012 (consulté le 27 février 2020)
41. ↑  (en) Rick Stroud, « Josh Freeman says Tampa Bay Buccaneers were warned about New Orleans Saints' 'cheap shots' », sur Tampa Bay Times, 6 mars 2012 (consulté le 27 février 2020)
42. ↑  (en-US) Jason Cole, « Sources: New Orleans Saints kept a 'ledger' detailing weekly earnings in bounty scandal », sur www.yahoo.com, Yahoo! Sports, 1er juin 2012 (consulté le 27 février 2020)
43. ↑  (en) Gregg Rosenthal, « Report: Saints' 'ledger' shows 'cart-offs' worth $1K », sur NFL.com, 3 août 2012 (consulté le 27 février 2020)
44. ↑  (en) Jesse Reed, « Reviewing the Complete Timeline of NFL, Saints Bountygate Scandal », sur Bleacher Report, 11 décembre 2012 (consulté le 27 février 2020)
45. ↑  (en) Associated Press, « Vilma hearing ends with no decision on return », sur ESPN.com, 26 juillet 2012 (consulté le 27 février 2020)
46. ↑  (en) Ryan Jones, « New Orleans Saints linebacker Jonathan Vilma does not receive restraining order, still hopeful for favorable ruling », sur NOLA.com, The Times-Picayune, 27 juillet 2012 (consulté le 27 février 2020)
47. ↑  (en) Mark Maske, « Washington Redskins offered bounties for big hits under former assistant coach Gregg Williams », The Washington Post,‎ 3 mars 2012 (lire en ligne, consulté le 26 février 2020)
48. ↑  (en-US) Matt Bowen, « Bounties part of game across the NFL », sur chicagotribune.com, Chicago Tribune, 2 mars 2012 (consulté le 27 février 2020)
49. ↑  (en) Mark Maske, « NFL to investigate Redskins over bounty allegations under Gregg Williams », The Washington Post,‎ 4 mars 2012 (lire en ligne, consulté le 26 février 2020)
50. 1 2  (en) Matt Warren, « Reports Emerge Of Buffalo Bills Bounty System Under Gregg Williams », sur Buffalo Rumblings, 4 mars 2012 (consulté le 27 février 2020)
51. ↑  (en-US) Associated Press, « Reports: Williams pushed more bounties », sur Fox Sports, 4 mars 2012 (consulté le 27 février 2020)
52. ↑  (en) Matt Warren, « Web Rumblings: Buffalo Bills News, 3/4 », sur www.buffalorumblings.com, SB Nation, 4 mars 2012 (consulté le 27 février 2020)
53. ↑  (en) Alan Pergament, « “The Voice” Is Smashing Success Here », sur stilltalkintv.com, 7 mars 2012 (version du 11 mai 2012 sur Internet Archive)
54. ↑  (en) Dan Hanzus, « Retired Bills DE: Gregg Williams was 'softest' coach », sur NFL.com, 3 août 2012 (consulté le 27 février 2020)
55. 1 2 3  (en) Jeff Chase, « Tony Dungy Claims Tennessee Titans Had a Bounty on Peyton Manning », sur Bleacher Report, 2 mars 2012 (consulté le 28 février 2020)
56. ↑  (en-US) Mike Florio, « Dungy: Titans had a bounty on Peyton Manning », sur ProFootballTalk, 3 mars 2012 (consulté le 28 février 2020)
57. ↑  (en) Jamison Hensley, « Steelers' Clark fined $40K, takes jab at Goodell », sur ESPN.com, ESPN, 9 novembre 2011 (consulté le 28 février 2020)
58. ↑  (en-US) Michael David Smith, « Ryan Clark says he's not aware of any bounties, anywhere », sur ProFootballTalk, 5 mars 2012 (consulté le 28 février 2020)
59. ↑  (en-US) « Bounties seen as player safety issue », sur www.steelers.com, 6 mars 2012 (consulté le 28 février 2020)
60. ↑  (en-US) Mike Florio, « NFLPA calls bounty probe "unprofessional, unsubstantiated and incomplete" », sur ProFootballTalk, 22 juin 2012 (consulté le 28 février 2020)
61. ↑  (en-US) Barry Wilner, « NFL: Saints Violated 'Bounty Rule' », Time,‎ 2 mars 2012 (ISSN 0040-781X, lire en ligne, consulté le 28 février 2020)
62. ↑  (en) Associated Press, « Union asks NFL to hold off on disciplining Saints », sur ESPN.com, ESPN, 13 mars 2012 (consulté le 28 février 2020)
63. ↑  (en) Kim McCauley, « Players Injured By New Orleans Saints Could Take Legal Action », sur SBNation.com, 2 mars 2012 (consulté le 28 février 2020)
64. ↑  (en) Gregg Easterbrook, « Easterbrook: Saints scandal sets awful example », sur ESPN.com, ESPN, 6 mars 2012 (consulté le 28 février 2020)
65. 1 2  (en-US) « Bounty issue could be NFL legal problem », sur Fox Sports, 8 mars 2012 (consulté le 28 février 2020)
66. ↑  (en-US) « Joint Statement from Saints Executive VP/General Manager Mickey Loomis & HC Sean Payton », sur www.neworleanssaints.com (consulté le 28 février 2020)
67. ↑  (en) « Brees says he was not part of Saints' bounty program », sur CNN, 10 mars 2012 (consulté le 28 février 2020)
68. ↑  (en) « Saints' Payton, Owner Benson return from requested meeting with NFL commissioner », sur www.wwltv.com, WWLTV, 12 mars 2012 (version du 14 mars 2012 sur Internet Archive)
69. ↑  (en) Associated Press, « Senator sets up hearing on bounties in NFL », sur ESPN.com, 22 mars 2012 (consulté le 28 février 2020)
70. ↑  (en-US) Judy Battista, « Tape Reveals Coach Asking for Injuries », The New York Times,‎ 5 avril 2012 (ISSN 0362-4331, lire en ligne, consulté le 28 février 2020)
71. ↑  (en) « Williams' speech to Saints: Hurt the 49ers », sur ESPN.com, 5 avril 2012 (consulté le 28 février 2020)
72. ↑  (en-US) « Source: Gregg Williams instructed Saints during speech to injure Niners offensive players », sur www.yahoo.com (consulté le 28 février 2020)
73. ↑  (en) « Gregg Williams Saints Bounty Audio » (consulté le 28 février 2020)
74. ↑  (en) « Saints vs. 49ers - 2012-01-14 - NFL Football Score - SI.com », sur sportsillustrated.cnn.com, 18 août 2012 (version du 18 août 2012 sur Internet Archive)
75. ↑  (en) Mark Sessler, « Suspended Gregg Williams can look for coaching jobs », sur NFL.com, 22 janvier 2013 (consulté le 28 février 2020)
76. ↑  (en-US) Associated Press, « Saints coach Sean Payton suspended for 2012 season by NFL », sur Fox News, 13 septembre 2015 (consulté le 28 février 2020)
77. ↑  (en) Jeff Duncan, Tales from the New Orleans Saints Sideline : A Collection of the Greatest Saints Stories Ever Told, Simon and Schuster, 9 octobre 2012, 272 p. (ISBN 978-1-68358-070-6, lire en ligne)
78. ↑  (en) Donald Wood, « Mickey Loomis: Return from Suspension in Week 9 Is Change Saints Need », sur Bleacher Report (consulté le 28 février 2020)
79. ↑  (en) Pat Yasinskas, « Candidates to coach the Saints », sur ESPN.com, 21 mars 2012 (consulté le 28 février 2020)
80. ↑  (en) Zachary D. Rymer, « New Orleans Saints Name Joe Vitt Head Coach Following Sean Payton Suspension », sur Bleacher Report, 12 avril 2012 (consulté le 28 février 2020)
81. ↑  (en) Nate Davis, « Bill Parcells 'staying retired,' won't coach Saints in 2012 », USA Today, 10 avril 2012 (consulté le 28 février 2020)
82. ↑  (en) Adam Schefter, « Vitt tabbed to coach Saints in Payton's absence », sur ESPN.com, ESPN, 12 avril 2012 (consulté le 28 février 2020)
83. ↑  « NFL Communications - All Clubs Directed to Ensure No Bounty Programs Exist « », sur nflcommunications.com, 24 mars 2012 (version du 24 mars 2012 sur Internet Archive)
84. ↑  (en) « Commissioner Goodell says NFL was misled in 'bounty' probe », sur NFL.com, 26 juillet 2012 (consulté le 28 février 2020)
85. 1 2  (en) « Goodell Sends Clear Message With Bountygate Punishments For Saints, Payton, Loomis », sur www.sportsbusinessdaily.com, 22 mars 2012 (consulté le 28 février 2020)
86. ↑  (en-US) Judy Battista, « Saints Coach Files Appeal of Suspension; Decision Is Expected Soon », The New York Times,‎ 30 mars 2012 (ISSN 0362-4331, lire en ligne, consulté le 28 février 2020)
87. ↑  (en) Brett Martell, « Payton, the Saints and GM appeal NFL suspensions », sur NFL.com, 15 août 2012 (consulté le 28 février 2020)
88. ↑  (en) Steve Wyche, « Attorney for Saints' Joe Vitt says Gregg Williams went 'rogue' », sur NFL.com, 3 août 2012 (consulté le 28 février 2020)
89. ↑  (en) Chris Mortensen et Adam Schefter, « Saints' appeals of bounty suspensions denied », sur ESPN.com, ESPN, 9 avril 2012 (consulté le 28 février 2020)
90. ↑  (en) Judd Zulgad, « Zulgad: Chris Kluwe thinks Jonathan Vilma should be banned from NFL », sur www.1500espn.com, 22 mars 2012 (version du 24 mars 2012 sur Internet Archive)
91. ↑  (en) Kevin Seifert, « John Sullivan: Saints were 'despicable' », sur ESPN.com, ESPN, 23 mars 2012 (consulté le 28 février 2020)
92. ↑  (en-US) Sam Farmer, « Saints' Vilma suspended for 2012 season in bounty scandal », sur chicagotribune.com, Chicago Tribune, 2 mai 2012 (consulté le 28 février 2020)
93. ↑  (en) Chris Peterson, « Green Bay Packers Signee Anthony Hargrove Suspended 8 Games by NFL », sur Bleacher Report, 2 mai 2012 (consulté le 28 février 2020)
94. ↑  (en) Associated Press, « Former Saints defensive end Will Smith shot and killed in New Orleans », The Guardian,‎ 10 avril 2016 (ISSN 0261-3077, lire en ligne, consulté le 28 février 2020)
95. ↑  (en) Associated Press, « Fujita sees bounty probe as 'smear campaign' », sur ESPN.com, ESPN, 24 juin 2012 (consulté le 28 février 2020)
96. ↑  (en) Howard Fendrich, « NFL suspends four players, including Hargrove, over bounties », Herald Tribune,‎ 2 mai 2012 (lire en ligne)
97. ↑  (en-US) Sam Farmer, « NFL slams four Saints players with suspensions », sur Los Angeles Times, 2 mai 2012 (consulté le 28 février 2020)
98. ↑  (en) « FOUR PLAYERS SUSPENDED FOR PARTICIPATION IN SAINTS’ PAY-FOR-PERFORMANCE/BOUNTY PROGRAM » [PDF], NFL Communication, 5 février 2012
99. ↑  (en-US) Tim Rohan, « Ex-Prosecutor Presents N.F.L.’s Findings in Bounty Case », The New York Times,‎ 18 juin 2012 (ISSN 0362-4331, lire en ligne, consulté le 28 février 2020)
100. ↑  (en-US) Mike Florio, « Favre's texting misadventure helped Hargrove avoid suspension », sur ProFootballTalk, 11 décembre 2012 (consulté le 28 février 2020)
101. ↑  (en) John DeShazier, « Losing Jonathan Vilma, Will Smith will hurt New Orleans Saints, but it could've been so much worse », sur NOLA.com, The Times-Picayune, 3 mai 2012 (consulté le 28 février 2020)
102. ↑  (en-US) Alex Marvez, « 4 players suspended in bounty scandal », sur Fox Sports, 2 mai 2012 (consulté le 28 février 2020)
103. 1 2  (en) Associated Press, « NFL bans four players for Saints' bounty roles », sur ESPN.com, ESPN, 2 mai 2012 (consulté le 28 février 2020)
104. ↑  (en) Dan Hanzus, « Goodell: New Orleans Saints players 'embraced' bounties », sur NFL.com, 3 août 2012 (consulté le 28 février 2020)
105. ↑  (en) Barry Wilner, « Union files grievance in bounty case | NFL.com », sur www.nfl.com, 15 août 2012 (consulté le 28 février 2020)
106. ↑  (en) James Varney, « New Orleans Saints suspended players' appeals face uphill battle: expert », sur NOLA.com, The Times-Picayune, 2 mai 2012 (consulté le 28 février 2020)
107. ↑  (en) Matt Brooks, « Report: NFL re-issues bounty suspensions for Saints players », The Washington Post,‎ 9 octobre 2012 (lire en ligne)
108. ↑  (en) « NFL postpones New Orleans Saints bounty appeals hearing », sur NFL.com, 27 octobre 2012 (consulté le 28 février 2020)
109. ↑  (en) Kareem Copeland, « Paul Tagliabue postpones bounty appeals hearing », sur NFL.com, 27 octobre 2012 (consulté le 28 février 2020)
110. ↑  (en) Ed Werder, « Tagliabue vacates players' bounty penalties », sur ESPN.com, ESPN, 11 décembre 2012 (consulté le 28 février 2020)
111. ↑  (en-US) Judy Battista, « Titan Player Suspended 5 Games for Kicks to Head », The New York Times,‎ 3 octobre 2006 (ISSN 0362-4331, lire en ligne, consulté le 28 février 2020)
112. ↑  (en) Tyler Conway, « Jonathan Vilma Retires: Latest Comments and Reaction », sur Bleacher Report, 6 décembre 2015 (consulté le 28 février 2020)
113. ↑  (en) « Will Smith 2012 Game Log », sur Pro-Football-Reference.com (consulté le 28 février 2020)
114. ↑  (en) Associated Press, « Season, maybe career, over for Browns' Fujita », sur NBC Sports Washington, 24 octobre 2012 (consulté le 28 février 2020)
115. ↑  (en-US) « LB Scott Fujita Signs One-Day Contract with New Orleans Saints, Announces Retirement », sur www.neworleanssaints.com (consulté le 28 février 2020)
116. ↑  (en) Cary Docter, « Free agent Anthony Hargrove signs with the Packers », sur FOX6Now.com, 29 mars 2012 (consulté le 28 février 2020)
117. ↑  (en) « 2011 New Orleans Saints Statistics & Players », sur Pro-Football-Reference.com (consulté le 28 février 2020)
118. ↑  (en) « 2012 New Orleans Saints Statistics & Players », sur Pro-Football-Reference.com (consulté le 28 février 2020)
119. ↑  (en) Board, « Saints 'bounty program' is a black eye for a beloved franchise: An editorial », sur NOLA.com, The Times-Picayune, 3 mars 2012 (consulté le 28 février 2020)
120. ↑  (en) Gregg Easterbrook, « Saints scandal threatens NFL integrity », sur ESPN.com, ESPN, 6 mars 2012 (consulté le 28 février 2020)
121. ↑  (en-US) Jim Trotter, « THE CONSCIENCE OF THE LOCKER ROOM », sur Sports Illustrated, 12 mars 2012 (consulté le 28 février 2020)
122. ↑  (en) Mark Fainaru-Wada et Steve Fainaru, « Doctors: Seau's brain tests positive for CTE », sur ESPN.com, ESPN, 10 janvier 2013 (consulté le 28 février 2020)
123. ↑  (en-US) Fran Tarkenton, « Football's Bounty Hunters Must Be Clipped », The Wall Street Journal,‎ 9 mars 2012 (ISSN 0099-9660, lire en ligne, consulté le 28 février 2020)
124. ↑  (en) Kevin Seifert, « Saints' shots at Brett Favre were no secret », sur ESPN.com, ESPN, 5 mars 2012 (consulté le 29 février 2020)
125. ↑  (en-US) « Goodell shows commitment to safety », sur Fox Sports, 22 mars 2012 (consulté le 1er mars 2020)
126. ↑  (en) « Michael Irvin's thoughts on Saints' bounties », sur NFL.com (consulté le 1er mars 2020)
127. ↑  (en) « Michael Irvin's thoughts on Saints' bounties », sur NFL.com, 5 avril 2012 (consulté le 1er mars 2020)
128. ↑  (en) Michael Lombardi, « Williams' independent-contractor status fueled rogue mentality », sur NFL.com, 6 avril 2012 (consulté le 1er mars 2020)
129. ↑  (en-US) « The Saints ain't sinners | AEI », sur American Enterprise Institute - AEI, 15 juillet 2012 (consulté le 1er mars 2020)

### Ouvrages
1. ↑  MacIntosh 2019, p. 200.